# Baraeus subvittatus
Baraeus subvittatus är en skalbaggsart som beskrevs av Stefan von Breuning 1955. Baraeus subvittatus ingår i släktet Baraeus och familjen långhorningar. Inga underarter finns listade.